# トランスフォーマー (マーベルコミック版)
トランスフォーマー (マーベルコミック版)は、マーベル・コミックより出版されたトランスフォーマーシリーズのアメリカン・コミックである。

## 概要
『The Transformers』は、トランスフォーマーシリーズ初の作品としてアニメ放送に先駆け、1984年9月（カバーデイト）より全4号の隔月刊ミニシリーズとして始まった。ミニシリーズの人気を受け継続が決まり、1985年3月（カバーデイト）の5号より月刊誌として出版された。アニメシリーズと出発点を同じくしながら、独自の路線を開拓し、アニメシリーズ終了後も継続され、1991年7月（カバーデイト）まで全80号が出版された。
なおキャラクターの名称などは、後述の日本語版の表記方法に従い記述する。

## ミニシリーズ
The Transformers: The Movie
1986年、全3号。『トランスフォーマー ザ・ムービー』のコミカライズ作品。
映画脚本の初稿を元にして製作されたため、ウルトラマグナスの死に方や、ユニクロンの眷属であるクインテッサ星人など、幾つかの描写や設定が異なっている。
G.I.Joe and The Transformers
1986年、全4号。同時期にマーベルコミックで出版されていた『G.I.ジョー』とのクロスオーバー作品。本編24～26号の時期とリンクする作品。
デストロンに裏切られた悪の組織コブラ、G.I.ジョー、サイバトロンが、地球の核からエネルギーを吸い上げるドリルの阻止に尽力する。
バンブルが誤解の末G.I.ジョーに破壊され、ゴールドバグとして再生されるが、イギリス版ではこの話の収録がかなり後になったため、別個にゴールドバグへの再生エピソードが出版されている。後に収録された際にも、イギリス版のストーリーには組み込まれず独立した物語として扱われている。
The Transformers Universe
1986年に全4号出版された、キャラクタープロフィール集。
The Transformers: Headmasters
1987年。全4号の新キャラクター紹介シリーズ。ネビュロン星での、ヘッドマスター、ターゲットマスター、ファイアーボット、ホラートロン、テックボット、テラートロンらの誕生、戦いを描く。ムービーキャラも幾人かが登場。彼らは本編38話で合流した。

## イギリス版
イギリスではマーベルUKより週刊誌として1984年から1992年まで全332号出版された。アメリカ版をそのまま掲載する方式ではなく、アメリカ版の1話を分冊化する形となっている。また、発行ペースの違いからストックが足りなくなるのを防ぐため、イギリス版独自の新規エピソードが製作されている。
新規エピソードの挿入は必ずしも時系列順ではなく、冒頭に「このエピソードは〇号と同時期（以前）の物語である」などと注釈され、前話以前の出来事として設定されているものも多い。新規エピソードにはアメリカ版と矛盾する描写や設定もあり、その解消のためアメリカ版のストーリーや絵の一部が改変されている場合がある。
アニメのコミカライズ作品である『The Movie』も未来を舞台にした物語としてストーリーに組み込まれており、未来からタイムトラベルしてきたガルバトロンと対峙する長編エピソードなども制作されている。

### 出版形態
通常、広告ページを含めた全24ページ構成の書籍として、第1号から第26号までは隔週で、以降第308号までは週刊で刊行され、その後の第309号からは再び隔週で刊行された。
第212号までは、11ページ分にアメリカ版の分冊エピソード、またはイギリス版独自の新規エピソードが掲載され、残りのページには『トランスフォーマー』以外のコミックや読者投稿ページ、広告などが掲載されていた。
第213号から第289号までは、1話あたりのページ数が5〜6ページに変更され、アメリカ版エピソードと新規エピソードが同時に掲載される形式となった。また、第215号からの新規エピソードはモノクロで描かれている。
第290号からは、新規エピソードの代わりに過去のエピソードが再録されるようになる。第311号からは、1話11ページ構成に回帰し、アメリカ版と同様のエピソードのみが掲載される形式となった。
1985年から1991年にかけては、「アニュアル（年刊特別号）」も発行されており、いくつかの新規エピソードと再録エピソードで構成されていた。なお、再録された第215号以降のモノクロ作品については、新たに彩色が施されている。

## 続編、前日譚

### Generation 2

#### あらすじ（G2）
地球にて、G.I.ジョーの宿敵、コブラコマンダーによって、メガトロンは新たな戦車型ボディを手に入れ復活する。サイバトロン艦アークを手に入れ宇宙を目指すメガトロンだったが、G.I.ジョーの追撃、フォートレスマキシマスの犠牲によって阻止される。
サイバトロンとデストロンの戦いの終結から数ヵ月後のセイバートロン星には、新たな脅威が迫っていた。セイバートロニアン帝国を名乗る彼らは、はるか昔、外宇宙に脱出したデストロンの末裔であった。コンボイは、マトリクスの導きで過去の世界を幻視した。そしてトランスフォーマーがかつて自己増殖の能力を持っていたことを知る。
G-2トランスフォーマーは、その能力を取り戻し、勢力を伸ばしていたのである。新たに進化したG-2トランスフォーマー生命体であることを主張する彼らのリーダー、ジアクサスはトランスフォーマーたちに停戦を申し出る。だが、その目的が全宇宙の征服にあることを知り、コンボイは拒絶。
地球にいるデストロンの指揮官ブラジオンを倒し、指揮権を取り戻したメガトロンにコンボイは同盟を促す。メガトロンは拒否、コンボイを打ち倒し、生命を生み出すマトリクスを奪い、自己の軍勢を増やしていく。だがメガトロンもジアクサスに破れ、コンボイのもとに来た。スタースクリームはマトリクスを狙ってジアクサス側に付く。
その頃、G-2たちの惑星を食い尽くした、黒い霧のような生命体スウォームが到来。喰ったものの記憶を吸収するスウォームは、G-2デストロンの地球進行命令を記憶し、地球圏へ向かう。マトリクスを手に入れたスタースクリームはブラジオンの戦艦ウォーワールドと一体化してパワーアップを果たすもそのエネルギーに浄化され始め、恐れをなしてコンボイに返却、元の姿に戻る。
狂気に駆られたジアクサスはコンボイを倒すが、スウォームに食い尽くされた。コンボイはスウォームに対抗出来るのはマトリクスだけだと知り、あえて自分をスウォームに吸収させる。マトリクスの中にいたプライマスの生命力に触れたスウォームは創造力を持った生命体になった、コンボイを新たなボディで再生し、他の宇宙へと消えていった。
戦争は終わったが、セイバートロニアン帝国の皇帝リージ・マキシモが様子を窺っていた…。

### Regeneration One
IDWパブリッシングより2012年から全22号（プロローグエピソードの80.5号と特別編である0号を含む）出版された、マーベル版トランスフォーマーの続編作品。
時代はアメリカ版80号より21年後と設定され、イギリス版及びG2の出来事・設定は含まれていないが、レッカーズやジアクサスが登場するなどそれらの作品を意識した展開も描かれている。

#### あらすじ（RGO）
ラストオートボットによるサイバトロンの復元から21年が経過し、世界は平和になったが、サウンドウェーブはデストロンのチームを率いて軌道防衛衛星を乗っ取り、サイバトロンを破壊した。

### その他
Classics
2006年から2007年まで展開された玩具シリーズ「Transformers: Classics」とタイアップする形でマーベル版の世界観をベースにFun Publicationsより発表された小説や漫画作品群。Classics Universeと通称し展開された。登場するキャラクターも大半がClassics版玩具の姿となっており、Classics展開終了後も継続され、Fun Publicationsが展開した他のシリーズともクロスオーバーしている。
物語はアメリカ版80号のその後と設定され、イギリス版及びG2の出来事・設定は含まれていない。
ネビュロス星の激闘
ミリオン出版より出版された『トランスフォーマージェネレーション2011 Vol.2』収録のコミック作品。
作中及び書籍では触れられていないが、作画を担当したグイド・グイディ曰くマーベル版トランスフォーマーと同じ世界で80号より後の時代を描いた作品とされる。

## 主な登場人物
コンボイ / Optimus Prime

メガトロン / Megatron

ラチェット / Ratchet

ストラクサス / Straxus
アメリカ版17号で初登場した、セイバートロン星のデストロン指揮官。ポリヘックス地区を支配する。要塞ダークマウントで、捕らえたサイバトロンや、エンプティーズ（スラム街で暮らすロボット達）を熔解し、新たなデストロンのボディを作っていた。
エネルギーアックスが武器で、巨大な飛行大砲にトランスフォームする。ブロードキャストに、時空転送装置スペースブリッジで不安定な次元に飛ばされ消滅した。
『Generation 2』でもカメオ出演している。
イギリス版
頭のみで生き残っていたことが判明、セイバートロンのデストロンを指揮し続ける。メガトロンの帰還時には、彼の精神に潜り込み、乗っ取ろうとするが失敗した。
しかし計画失敗に備えて製作していたメガトロンのクローンボディが新たな混乱を引き起こす。地球に送られたクローンボディは、レーザーウェーブにより、未来からの侵略者ガルバトロンへの対抗装置として扱われた。だがクローンはガルバトロンと共謀、レーザーウェーブの企みは失敗する。
後にガルバトロンと手を切ったクローンメガトロンは、ジャガーと共にセイバートロンへ。過去でのスペースブリッジ暴走により、突如現れたオリジナルメガトロンは、クローンと争う。ストラクサスの精神はクローンボディに入り込むが、支配を嫌うクローンは自殺し、一連のストラクサスの陰謀は終わりとなった。
首長ザロン / Emirate Xaaron
1985年の特集号に過去のセイバートロンの住人として初登場。その後イギリス版78号で登場。
ザロンは最も古いトランスフォーマーの一人であり、平時の偉大なリーダーであるとされる。サイバトロン軍が官僚化しすぎたために、デストロン軍に敗北を続けていたと悟り、コンボイへの指揮権委譲を後押しした。
コンボイたちがセイバートロン星を旅立った後、ザロンはサイバトロン地下抵抗運動の指揮を取っていた。
デストロン指揮官トラニスを自ら囮となっておびき出す計画を立てる。だが、後方支援を請け負うはずのウルトラマグナスは、地球でのコンボイ消滅事件の調査のため星を離れた。コンボイはガルバトロンが未来からやって来た際に、別次元に飛ばされてしまったのである。
インパクターは作戦中止を進言し、部下を引き上げさせようとするが、ザロンは上手く言いくるめる。ウルトラマグナスが首尾よく帰還したときに準備が出来ていないとインパクターは失脚するだろうと吹き込んだのである。結局メガトロンの命令でデストロンは引き上げたため、計画は失敗し、インパクターも死ぬこととなった。
その後のイギリス版では、セイバートロン星に帰還したコンボイをスパイだと疑い、レッカーズとウルトラマグナスを差し向けている。傷ついたアウトバックを救うため降伏するコンボイを見て、疑念を晴らす。
アメリカ版にもファーマン移籍後は登場。セイバートロンの抵抗組織の指揮者として、プリテンダー化したグリムロック、バンブル、マイスターらを率いる。この時期のデストロン指揮官サンダーウイングの攻撃でプライマスは目を覚ましてしまい、ユニクロンにその存在を気づかせてしまった。
ザロンはユニクロン到来に備え、プリテンダーにマトリクス探索を命じるが、彼らはサンダーウイングと交戦。ユニクロンは別次元のガルバトロンを呼び寄せる。ガルバトロンはサイバトロン本部を破壊し、ザロンに迫り、星の最深部、プライマス・チェンバーに案内させる。ユニクロンの支配が我慢ならないガルバトロンはユニクロンを倒す方策を探していた。プライマスの意識はザロンの体に憑依し、全てのトランスフォーマーをセイバートロンに呼びよせる。侵攻したユニクロンによってザロンは破壊された。
インパクター / Impactor
イギリス版78号より登場した、サイバトロンの攻撃チームであるレッカーズの指揮官。サイバトロンには珍しく紫と金のカラーリングで、右手に銛を構え、肩に大砲を備える。劇中変形はしなかったが戦車か砲台ではと推測されている。
実績ある荒々しい戦士。上官のザロンが老獪であるためそりが合わない。
そのザロンが自身を囮とした、デストロン指揮官トラニス暗殺計画を立ち上げた時は、後方支援を担当するはずのウルトラマグナスが、地球でのコンボイ消滅事件調査のため不在となり、部下の身を案じ離反しようとした。
結局、トリプルチャンジェーたちをデストロンに化けさせ、インパクターを襲わせることで、デストロンの油断を誘う作戦に変更となった。だが、メガトロンが地球侵攻のため、全デストロン兵士を引き上げる命令を出したため、作戦は失敗。ところが、一人の若いデストロンが、功名心からザロンを撃ち、インパクターは彼をかばって銃弾を受けた。ザロンの腕の中、インパクターはレッカーズ指揮官の後任にスプラングを指名し、死亡した。
後にイギリス版166号で狂ったサイバトロン科学者フレイムによりゾンビとして復活させられる。ザロンやレッカーズも捕まり、脱出しようとしたスプラングがインパクターのゾンビを発見する。169号にて、フレイムがセイバートロンを兵器化しようとしたのを阻止するため再度死亡した。
ジアクサス / Jhiaxus
G-2コミックに登場。元デストロンのセイバートロン帝国指揮官。宇宙戦闘機に変形。
冷徹な性格で、人類などの有機生命を生命として認めていない。最も強いトランスフォーマーの一人とも言われ、実際この時期のメガトロンを破っている。
セイバートロニアンと自分達を呼ぶ、自己増殖能力を取り戻したトランスフォーマー、最初期の一人。帝国の勢力拡大のため、数多くの惑星をサイバーフォーミング（無機機械化）により滅ぼしてきた。
種族間での争いを軽蔑し、統合されたセイバートロニアンによる宇宙平定を目指していたが、後述のスウォームにより、過去の自身の暴力衝動を思い出してしまった。自分の理想と、暴力衝動の狭間で狂気に陥り、仲間の支持をも失う結果となる。
執拗に旧来のサイバトロン、デストロン達を滅ぼしにかかり、サンフランシスコを壊滅させ、コンボイを打ち倒すが、結局スウォームに飲み込まれ消滅した。
スウォーム / Swarm
G-2コミックに登場する、真っ黒な霧のような、大量の微粒子。惑星を渡り歩き、機械生命体の命を喰らい、情報を吸収していく。
正体は、トランスフォーマーの遺伝物質の微細な粒子が集合進化したもの。太古、生まれたばかりのトランスフォーマーは自己増殖能力を持っていたが、ある程度の人口に達するとそれは失われた。これは創造主プライマスの意向であったともされる。
だがコンボイらのセイバートロン離脱時期に、同様に星を離れたデストロンの一群は、外宇宙で暮らすうち、その力を取り戻した。彼らは自己増殖を繰り返し、帝国を名乗るまでに勢力を伸ばすが、この増殖分裂の過程で飛び散った微細な遺伝物質が、集まったものがスウォームである。
思考はせず、本能のままに、多くの星と生命を喰らったスウォームだったが、コンボイが自分もろともマトリクスを喰らわせたことで、知性を得て浄化された。彼らはコンボイを再生し、宇宙の彼方へ去っていった。
リージ・マキシモ / Liege Maximo
ジアクサスたち、G-2デストロン（セイバートロニアン）の黒幕。プライマスに生み出された最初の13人の一人。
初期のトランスフォーマーは自己分裂で増殖しており、メガトロンは彼から生まれた。コンボイらが地球で休眠中に活動を再開し、デストロンに自己増殖の能力を呼び起こさせ、外宇宙へと導いた。生命を根絶やしにすることで、その帝国を拡大しており、グリムロックは後に、少なくとも17の世界が彼らに滅ぼされたことを確認している。
正式登場は最終号だが、4号でジアクサスによって言及されている。

## 主なスタッフ
ボブ・バディアンスキー / Bob Budiansky
マーベルコミックス編集部所属（当時）の編集者兼ライター。世界観やキャラクター名などトランスフォーマーシリーズの根幹となる設定の多くを作成。最初の4号の編集を手掛けた後、5号から55号までミニシリーズを含めた殆どの号で脚本を担当。また最後に担当した55号本編の作画および一部の号のカバーアートも担当している。
サイモン・ファーマン / Simon Furman
イギリス版オリジナルエピソードのメインライター。バディアンスキーの推薦により、アメリカ版でも56号からも脚本を担当している。
フランク・スプリンガー / Frank Springer
コミックアーティスト。最初の4号とヘッドマスターズミニシリーズ、第33号の作画を担当。
ホセ・デルボ / José Delbo
コミックアーティスト。シリーズ内で最多となる36号から67号までの間のうち25号分の作画を担当した。
ドン・パーリン / Don Perlin
コミックアーティスト。13号から35号までの間のうちの19号分とコミカライズ版『ザ・ムービー』の作画を担当。これはデルボに次ぎ2番目に多い担当数となる。

## 日本語版
2018年より『トランスフォーマークラシックス』のタイトルで、ヒーローXより発行。翻訳は石川陽介。IDWパブリッシングから発売された同名書籍を底本としている。
実写映画版公開以降は日本でも原語版に準拠した固有名詞を使うことが多くなっているが、本作は原作が刊行されていた当時の状況を反映して、サイバトロン（Autobot）、デストロン（Decepticon）、コンボイ（Optimus Prime）といった当時の固有名詞で訳されている。
Vol.1は大洋図書から、Vol.2からはメディアボーイ、Vol.5からは竹書房より販売されている。
| 発売日         | タイトル                     | 収録                                            | カバーイラスト                                    | 販売元         |
| -------------- | ---------------------------- | ----------------------------------------------- | ------------------------------------------------- | -------------- |
| 2018年2月23日  | Vol.1                        | #1 - #4                                         | 大嶋優木                                          | 大洋図書       |
| 2018年11月29日 | Vol.2                        | #5 - #8                                         | 市川裕文                                          | メディアボーイ |
| 2018年11月29日 | スペシャル：ヘッドマスターズ | Headmasters #1 - #4                             | グイド・グイディ                                  | メディアボーイ |
| 2019年2月26日  | Vol.3                        | #9 - #12                                        | 髙荷義之                                          | メディアボーイ |
| 2019年3月15日  | Vol.1 Encounter              | #1 - #4                                         | 大嶋優木                                          | メディアボーイ |
| 2019年5月31日  | Vol.4                        | #13 - #16                                       | 安國一将                                          | メディアボーイ |
| 2023年6月22日  | Vol.5                        | #17 - #24                                       | アンドリュー・グリフィス 安國一将（カラーリング） | 竹書房         |
| 2023年12月21日 | Vol.6                        | #25 - #32                                       | 安國一将 マーク・ワッツ（原案）                   | 竹書房         |
| 2024年4月25日  | Vol.7                        | #33 - #36 G.I. Joe and The Transformers #1 - #4 | 金子ナンペイ                                      | 竹書房         |
| 2024年9月18日  | Vol.8                        | #37 - #44                                       | 吉岡英嗣                                          | 竹書房         |
| 2024年12月19日 | Vol.9                        | #45 - #52                                       | まがみばん                                        | 竹書房         |